# Cock and Ball Torture
A Cock and Ball Torture egy német pornogrind együttes. Tagok: Sascha Pahlke, Timo Pahlke és Tobias Augustin. 1997-ben alakultak meg Németországban. Első nagylemezük 2000-ben jelent meg.

## Diszkográfia
Stúdióalbumok
- Opus(sy), VI (2000)
- Sadochismo (2002)
- Egoleech (2004)